# American Poet
| Оценки критиков | Оценки критиков |
| Источник        | Оценка          |
| --------------- | --------------- |
| Allmusic        | [ 1 ]           |

American Poet — альбом, основанный на раннем сольном концерте Лу Рида, записанного в Calderone Concert Hall в Хемпстеде (штат Нью-Йорк) в День подарков 1972 года во время тура в поддержку Transformer. Сопровождающей группой была The Tots. Он содержит материал из первого альбома The Velvet Underground, The Velvet Underground & Nico и двух первых сольных альбомов Рида, дебютного Lou Reed и Transformer. Версия песни «Berlin» исполнялась с дебютного альбома. American Poet был выпущен в 2001 году. Ранее он издавался как бутлег.
Фотография на обложке альбома сделана Миком Роком из той же фотосессии, что и обложка к Transformer.

## Список композиций
Автор всех песен — Лу Рид
1. «White Light/White Heat» (4:04)
2. «Vicious» (3:06)
3. «I'm Waiting for the Man» (7:14)
4. «Walk It Talk It» (4:04)
5. «Sweet Jane» (4:38)
6. «Interview» (5:01) Удалённая трансляция[англ.] из Ultra Sonic Recording Studios для серии концертов Tuesday Night Concert WLIR-FM[англ.]
7. «Heroin» (8:34)
8. «Satellite of Love» (3:28)
9. «Walk on the Wild Side» (5:55)
10. «I’m So Free» (3:52)
11. «Berlin» (6:00)
12. «Rock & Roll» (5:13)

## Участники записи
- Лу Рид — ведущий вокал и ритм-гитара

The Tots
- Винни Лапорта — гитара
- Эдди Рейнольдс — гитара, бэк-вокал
- Бобби Ресигно — бас-гитара
- Скотти Кларк — ударные